# Esves
Die Esves ist ein Fluss in Frankreich, der im Département Indre-et-Loire in der Region Centre-Val de Loire verläuft. Sie entspringt im Gemeindegebiet von Betz-le-Château, entwässert anfangs in nordwestlicher und westlicher Richtung, dreht später auf Südwest und mündet nach rund 39 Kilometern unterhalb des Ortes Grignon, im Gemeindegebiet von La Celle-Saint-Avant als rechter Nebenfluss in die Creuse. Ein zweiter Mündungsarm erreicht etwa 500 Meter weiter stromaufwärts den Mündungsfluss.

## Orte am Fluss
- Esves-le-Moutier
- Ligueil
- Civray-sur-Esves
- Marcé-sur-Esves
- Grignon, Gemeinde La Celle-Saint-Avant